# 황가영
황가영(중국어: 黃可盈, 병음: Huáng Kêyíng 황커잉[*], 영어: Flavia Wong, 1995년 8월 10일 ~ )은 홍콩의 광고 모델이자 배우이다.